# Afghan Local Police
Die Afghan Local Police (deutsch: Lokale Afghanische Polizei) oder kurz ALP war eine im August 2010 vorgestellte, paramilitärische Hilfspolizeitruppe aus Afghanistan. Die ALP sollte von Dorfgemeinschaften gebildet werden, um sich selbst gegen Aufständische verteidigen zu können. Sie wurde zum 30. September 2020 aufgelöst.

## Zuständigkeiten und Zusammensetzung
Offiziell unterstand die ALP dem afghanischen Innenministerium. Sie wurde von Spezialkräften der Vereinigten Staaten, die sie aber nicht mit Waffen versorgen durften, und dem afghanischen Geheimdienst ausgebildet. Die Miliz wurde vom Innenministerium mit Fahrzeugen, Funkgeräten und leichten Waffen versorgt. Das Einsatzgebiet war ausschließlich das spezifische Dorf.
Laut dem ISAF-Kommandanten David Petraeus konnten sich den ALP auch ehemalige Taliban anschließen. Laut der afghanischen Regierung sollte dies jedoch nicht möglich sein.

## Kritik
Einige der verschiedenen Gruppen sollten eigenmächtig Steuern eintreiben. Mehrere Einheiten der ALP liefen zu den Taliban über. Es sollte auch mehrere Gruppen geben, die sich als ALP bezeichneten, dies aber nicht waren.

## Geschichte
Im August 2010 schloss sich eine lokale Gruppe von Aufständischen aus Baghlan der ALP an. Bei den anschließenden Kämpfen mit den Taliban in Baghlan kam ein deutscher Soldat ums Leben und 14 weitere wurden verletzt.
Im Herbst 2011 bezichtigte Human Rights Watch (HRW) die ALP des Mordes, der Misshandlung und des Eintreibenes von Schutzgeldern. Laut ISAF wurde daraufhin das Auswahlverfahren verbessert.
Im Januar 2012 hatte die ALP etwa 10.000 Mann unter Waffen. Bis 2014 soll sich die Zahl auf 30.000 erhöhen.
Ende Mai 2012 kritisierte die Afghanische Menschenrechtskommission (AIHRC) in einem Bericht den Aufbau der ALP. So sollen Rekrutierungsstandards nicht eingehalten worden sein. Die ALP sei von lokalen Anführern in „großem Umfang“ unterwandert worden. In der Provinz Herat gehörten laut dem Bericht 80 Prozent aller ALP-Mitglieder zu ehemaligen „illegalen bewaffneten Gruppen“.
Anfang September 2012 umfasste die ALP etwa 16.000 Mann.
Am 2. September 2012 gab die ISAF bekannt, dass die Ausbildung der ALP vorübergehend eingestellt wurde. Als Grund dafür wurden verschiedene gewalttätige Zwischenfälle genannt. Im August wurden 15 ISAF-Soldaten von verbündeten afghanischen Soldaten oder Polizisten getötet, und in der Nacht auf den 2. September erschoss ein Kommandant der ALP in der Provinz Kunduz neun Zivilisten.
Zum 30. September 2020 wurde die ALP aufgelöst und ihre Mitglieder anderen Sicherheitsbehörden zugewiesen.